# Historia de los corregimientos de Costa Rica
Historia de los Corregimientos de Costa Rica: Además de la provincia de este nombre, en el actual territorio de Costa Rica existieron una serie de Corregimientos que dependían directamente de la Audiencia de Guatemala y no estaban sujetos a la autoridad del Gobernador residente en Cartago.

## Siglo XVI

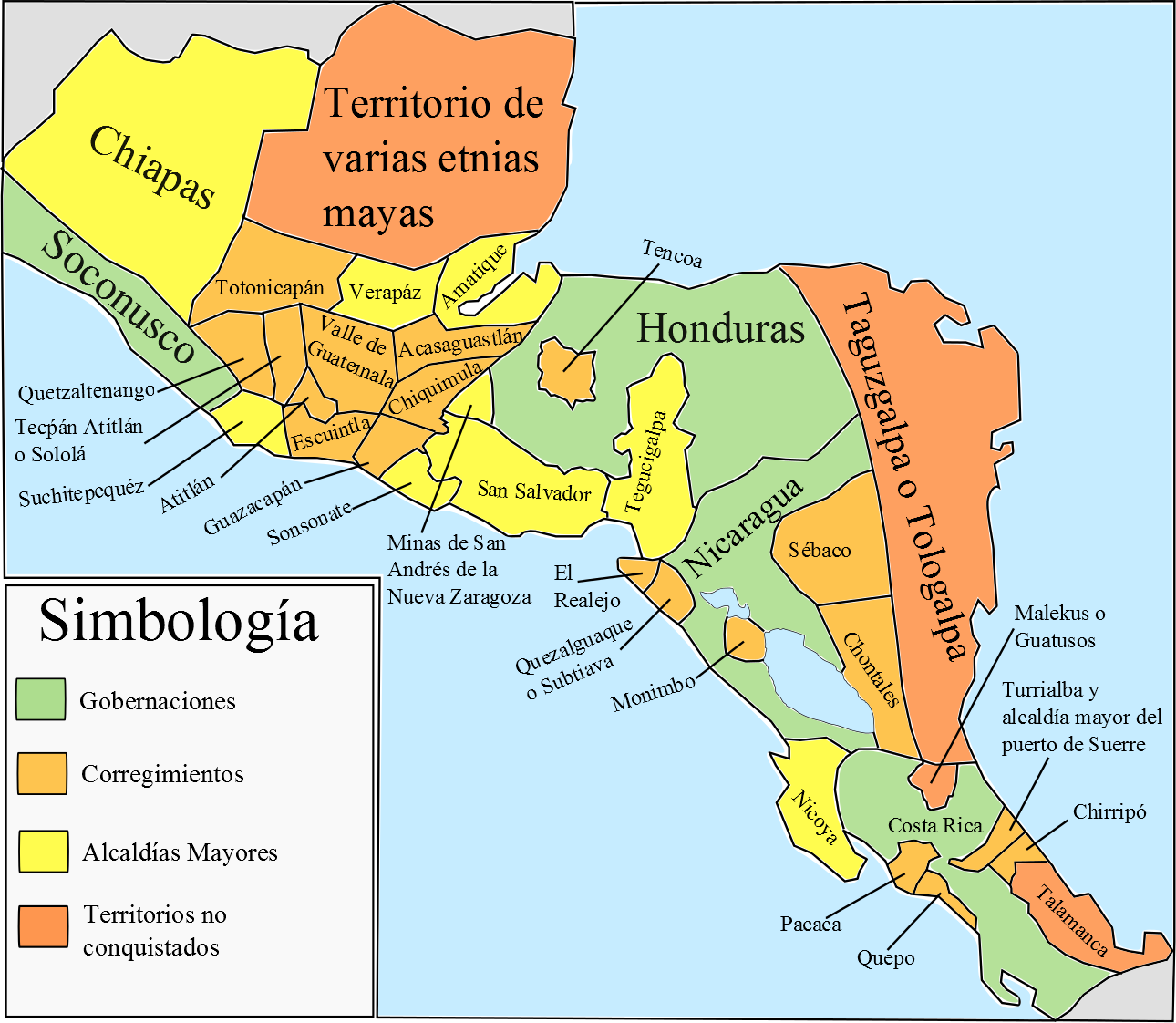
Los corregimientos de Chirripó, Pacaca, Quepo y Turrialba junto con el resto de la Capitanía General de Guatemala en el año de 1650

En el siglo XVI, se fundaron los corregimientos de: Nicoya, Chomes, Pacaca, Quepo, Tucurrique, Garabito, Aserrí y Corregimiento de Francisco de Ocampo Golfín.
El primer Corregimiento erigido en el actual territorio costarricense fue el de Nicoya (1554), al ser temporalmente segregado de la Provincia de Nicaragua, aunque también se le designó en ocasiones con el nombre de Alcaldía Mayor.
En 1573, al aprobarse la capitulación suscrita por la Corona con Diego de Artieda Chirino y Uclés, Costa Rica adquirió definitivamente la condición de provincia con Gobernador. Artieda Chirino fue autorizado para dividir el territorio provincial en distritos de Alcaldías Mayores y Corregimientos. Sin embargo, no fue ese Gobernador sino la Real Audiencia de Guatemala la que empezó a crear y proveer Corregimientos en Costa Rica. Para 1576 ya se había establecido el de Chomes y en 1583 existían además otros dos, los de Pacaca y Quepo. Artieda Chirino se quejó de esta proliferación de Corregimientos, que venían a ser segregaciones de su jurisdicción, pero sus protestas no dieron resultado. Hacia 1591 se estableció el Corregimiento de Tucurrique y después se crearon los de Garabito y Aserrí.
Los corregimientos se erigían prioritariamente en territorios donde había importantes grupos de pueblos indígenas encomendados a la Corona, pero no siempre era así. Por ejemplo, en 1597 el gobernador Fernando de la Cueva y Escobedo reunió en un solo Corregimiento la mayoría de los pueblos indígenas del Valle Central, aunque en muchos de ellos existían encomiendas de particulares. Sin embargo, esta extensa circunscripción, donde había más de veinte pueblos, tuvo una vida muy corta y su territorio pronto volvió a ser dividido en varios Corregimientos de menores dimensiones.

## SigloXVII
En el siglo XVII, se fundaron los corregimientos de: Chirripó y Turrialba.

### Supresión de los Corregimientos
El 9 de octubre de 1660, por recomendación de la Real Audiencia de Guatemala, el Consejo de Indias suprimió los Corregimientos de Chirripó, Pacaca, Quepo y Turrialba, cuyo territorio quedó bajo la autoridad del Gobernador de Costa Rica. El Corregimiento de Nicoya subsistió hasta 1787, cuando su territorio fue incorporado a la recién creada Intendencia de León de Nicaragua.

## Siglo XVIII
En 1739, con base en una propuesta del Presidente de la Real Audiencia de Guatemala, el Consejo de Indias recomendó al Rey Felipe V la creación de un Corregimiento con los pueblos de Boruca, Quepo y Térraba, pero esta idea no se llevó a cabo.